# Seznam ostrovů Mexika

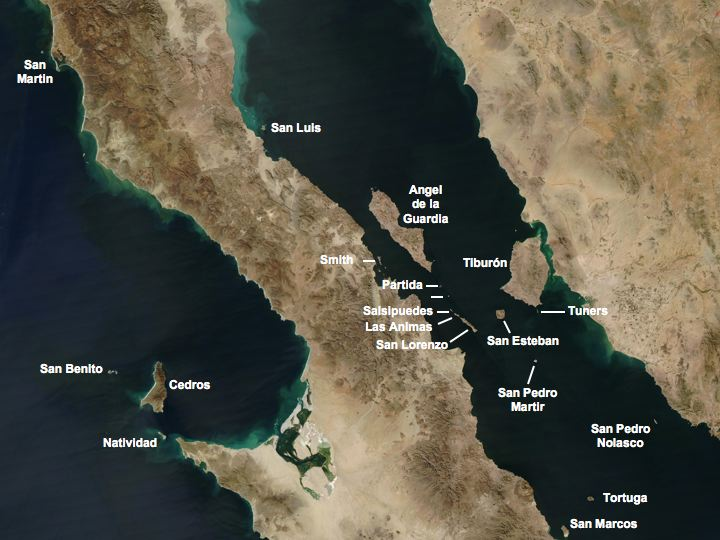
ostrovy Kalifornského zálivu (severní část)

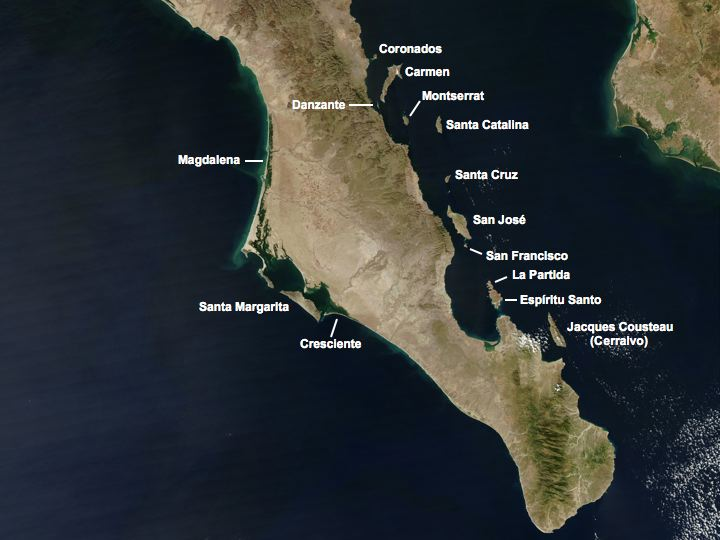
ostrovy Kalifornského zálivu (jižní část)

Následují tabulka uvádí přehled ostrovů Mexika větších než 30 km².
|    | Název ostrova      | Rozloha (km²) | Pobřeží (km) | Max. nadm. výška (m) | Nejvyšší vrchol  | Počet obyvatel | Hustota zalidnění | Největší sídlo        | Stát                | Moře, záliv       | Souostroví    | Lokalizace                        |
| -- | ------------------ | ------------- | ------------ | -------------------- | ---------------- | -------------- | ----------------- | --------------------- | ------------------- | ----------------- | ------------- | --------------------------------- |
| 1  | Tiburón            | 1 200,928     | —            | 1 450                | Cerro San Miguel | 0              | 0,00              | Tecomate              | Sonora              | Kalifornský záliv | —             | 28°59′49″ s. š., 112°23′5″ z. d.  |
| 2  | Ángel de la Guarda | 931,428       | —            | 1 315                | —                | 0              | 0,00              | —                     | Baja California     | Kalifornský záliv | —             | 29°16′41″ s. š., 113°23′21″ z. d. |
| 3  | Cozumel            | 477,856       | —            | 15                   | —                | 88 626         | 185,47            | San Miguel de Cozumel | Quintana Roo        | Karibské moře     | —             | 20°26′35″ s. š., 86°54′28″ z. d.  |
| 4  | Cedros             | 348,295       | —            | 1 205                | Monte Cedros     | 1 350          | 3,88              | Cedros                | Baja California     | Tichý oceán       | —             | 28°9′44″ s. š., 115°13′42″ z. d.  |
| 5  | Magdalena          | 314,000       | —            | 12                   | —                | —              | —                 | Puerto Magdalena      | Baja California Sur | Tichý oceán       | —             | 25°19′57″ s. š., 112°7′0″ z. d.   |
| 6  | Guadalupe          | 243,988       | —            | 1 298                | Monte Augusta    | 213            | 0,87              | Puerto Guadalupe      | Baja California     | Tichý oceán       | —             | 29°1′50″ s. š., 118°16′37″ z. d.  |
| 7  | Santa Margarita    | 230,900       | —            | 610                  | —                | 156            | 0,68              | Puerto Cortés         | Baja California Sur | Tichý oceán       | —             | 24°26′21″ s. š., 111°49′5″ z. d.  |
| 8  | San José           | 182,962       | —            | 633                  | —                | 0              | 0,00              | —                     | Baja California Sur | Kalifornský záliv | —             | 24°58′50″ s. š., 110°36′18″ z. d. |
| 9  | Carmen             | 153,000       | —            | 21                   | —                | 169 725        | 1 109,31          | Ciudad del Carmen     | Campeche            | Mexický záliv     | —             | 18°41′47″ s. š., 91°41′8″ z. d.   |
| 10 | Carmen             | 145,937       | —            | 479                  | —                | 0              | 0,00              | —                     | Baja California Sur | Kalifornský záliv | —             | 26°0′26″ s. š., 111°7′59″ z. d.   |
| 11 | María Madre        | 145,282       | —            | 616                  | Punta Rocallosa  | 1 116          | 7,68              | Puerto Balleto        | Nayarit             | Tichý oceán       | Marías        | 21°36′59″ s. š., 106°34′49″ z. d. |
| 12 | Cerralvo           | 136,498       | —            | 771                  | —                | 0              | 0,00              | —                     | Baja California Sur | Kalifornský záliv | —             | 24°13′11″ s. š., 109°51′52″ z. d. |
| 13 | Montague           | 132,781       | —            | 4                    | —                | 0              | 0,00              | —                     | Baja California     | Kalifornský záliv | —             | 31°44′42″ s. š., 114°45′34″ z. d. |
| 14 | Socorro            | 131,861       | —            | 1 050                | Monte Evermann   | 45             | 0,34              | Bahia Lozano          | Colima              | Tichý oceán       | Revillagigedo | 18°47′33″ s. š., 110°58′36″ z. d. |
| 15 | Espíritu Santo     | 80,763        | —            | 595                  | —                | 0              | 0,00              | —                     | Baja California Sur | Kalifornský záliv | —             | 24°28′36″ s. š., 110°19′58″ z. d. |
| 16 | María Magdalena    | 70,440        | —            | 457                  | —                | 0              | 0,00              | —                     | Nayarit             | Tichý oceán       | Marías        | 21°27′35″ s. š., 106°25′23″ z. d. |
| 17 | Holbox             | 55,948        | —            | 14                   | —                | 1 468          | 26,24             | Holbox                | Quintana Roo        | Mexický záliv     | —             | 21°31′58″ s. š., 87°17′3″ z. d.   |
| 18 | San Esteban        | 39,773        | —            | 540                  | —                | 0              | 0,00              | —                     | Sonora              | Kalifornský záliv | —             | 28°42′6″ s. š., 112°34′29″ z. d.  |
| 19 | Santa Catalina     | 39,273        | —            | 470                  | —                | 0              | 0,00              | —                     | Baja California Sur | Kalifornský záliv | —             | 25°39′1″ s. š., 110°46′54″ z. d.  |
| 20 | San Lorenzo        | 32,058        | —            | 303                  | —                | 0              | 0,00              | —                     | Baja California     | Kalifornský záliv | —             | 28°37′44″ s. š., 112°49′34″ z. d. |